# Salvatore Burruni
Salvatore Burruni est un boxeur italien né le 11 avril 1933 à Alghero en Sardaigne et mort le 30 mars 2004.

## Biographie
Passé professionnel en 1957, il devient successivement champion d'Italie des poids mouches en 1958, champion d'Europe EBU en 1961 puis champion du monde unifié WBC & WBA de la catégorie le 23 avril 1965 après sa victoire aux points contre Pone Kingpetch. 
Burruni est destitué en novembre 1965 pour ne pas avoir affronté son challenger officiel, l'argentin Horacio Accavallo. Il remportera par la suite le titre européen des poids coqs en 1968 et mettra un terme à sa carrière en 1969 sur un bilan de 99 victoires, 9 défaites et 1 match nul.